# Jarl Magnus Riiber
Pour les articles homonymes, voir Riiber.
Jarl Magnus Riiber, né le 15 octobre 1997 à Oslo, est un coureur du combiné nordique norvégien. Parmi les talents les plus précoces du combiné, il remporte sa première victoire en Coupe du monde en 2016, avant de dominer la compétition en 2019 avec douze succès au compteur, comme Hannu Manninen, détenteur du record en la matière. Il est triple champion du monde sur tremplin normal en 2019, 2021 et 2023.

## Biographie

### Enfance et famille
Son père, John Riiber a fait du combiné nordique à haut niveau dans les années 1980. Il a également un frère, Harald Johnas, qui est aussi un combiné actif en coupe continentale.

### Débuts internationaux et premiers résultats
Après avoir disputé deux épreuves de la coupe continentale au début de l'année 2014, il est appelé pour sa première compétition internationale, les championnats du monde junior à Val di Fiemme. Dans cette compétition, il est onzième et sixième dans les épreuves individuelles tandis qu'il décroche la médaille de bronze dans l'épreuve par équipes.
Il a commencé sa carrière en coupe du monde le 6 décembre 2014 à Lillehammer, marquant directement ses premiers points (28e). Un mois plus tard, à Chaux-Neuve, lors de sa deuxième course, il termine au treizième rang. Le 16 janvier 2015, lors de la première manche du Seefeld Triple, il mène pendant une majeure partie la course avec l'Autrichien Fabian Steindl, avant de se faire devancer par Eric Frenzel et Jan Schmid à l'arrivée. Il termine sur la troisième marche du podium, son premier à ce niveau alors qu'il n'a pas même dix-huit ans et qu'il n'a participé auparavant qu'à huit épreuves internationales en combiné et trois en saut. Il se rend ensuite aux championnats du monde junior à Almaty et y remporte les deux titres individuels et la médaille de bronze par équipes. Il gagne ensuite une course de la Coupe continentale à Klingenthal. En novembre 2015, il devient le plus jeune champion de Norvège de combiné nordique de l'histoire.

### 2016-2018: première victoire, blessures et disqualifications puis médaillé olympique
Il commence la saison 2015-2016 avec deux podiums à Ramsau, avant qu'il remporte sa première épreuve de Coupe du monde devant son public à Oslo le 6 février 2016. Il aurait pu remporter une deuxième victoire deux semaines plus tard à Lahti, mais il se trompe de chemin avant de rallier l'arrivée, alors qu'il menait la course, ce qui conduit à sa disqualification. Il se blesse le lendemain à l'épaule, ce qui entraîne son forfait pour le reste de la saison. Finalement, il se classe treizième de cette édition de la Coupe du monde.
Il est donc considéré comme un talent majeur en Norvège du fait de sa précocité. Cet hiver voit Riiber réaliser différentes manœuvres maladroites (chutes) et des oublis, tels que celui de son transpondeur ou de la combinaison de saut.
Jarl Magnus Riiber se montre à son avantage à l'été 2016, remportant trois manches du Grand Prix. Ensuite, il connaît des problèmes de santé et ne monte sur aucun podium, surtout qu'il se blesse de nouveau à l'épaule au tremplin de Seefeld.
Il revient sans souci pour la prochaine saison, gagnant à son retour le relais de Lillehammer. Riiber est désormais un athlète performant sur la partie de ski de fond et revient sur le podium aux Trois jours du combiné nordique à Seefeld. Juste après, il honore sa première sélection aux Jeux olympiques à ceux de Pyeongchang, où il finit deux fois quatrième en individuel, mais prend la médaille d'argent à la compétition par équipes avec Jan Schmid, Espen Andersen et Jørgen Graabak. Après avoir obtenu trois autres podiums en Coupe du monde, il occupe le septième rang du classement général.

### 2019: champion du monde et vainqueur de la Coupe du monde
Après un doublé aux Championnats de Norvège, il commence la saison 2018-2019 de manière dominante puisqu'il enlève les trois manches disputées à Lillehammer, après plus de 2 ans sans victoire, avant de gagner une quatrième course consécutive à Ramsau. Il enchaîne avec un doublé à Otepää, avant de disparaître du podium à Val di Fiemme et Chaux-neuve, puis de regagner deux fois à Trondheim en Norvège, ce qui lui donne plus de 350 points d'avance au classement général sur Johannes Rydzek.
Au début du mois de février, il assure déjà le gain du globe de cristal en tant que vainqueur de la Coupe du monde, avec trois étapes restantes, après deux succès serrés à Klingenthal.
Cet hiver, il est aussi sélectionné pour ses premiers championnats du monde. Lors de cette édition à Seefeld, quatorze ans après le dernier Norvégien, il devient à son tour champion du monde sur l'individuel en petit tremplin devant Bernhard Gruber ainsi que sur le relais et vice-champion au sprint par équipes.
De retour sur la Coupe du monde, il retrouve le goût de la victoire à Holmenkollen trois ans après en battant au sprint le Finlandais Ilkka Herola.
Le 17 mars, il conclut sa saison riche en succès par une douzième victoire en gagnant l'ultime manche, à Schonach, égalant le record de victoires sur une saison déténu par Hannu Manninen en 2006. Par ailleurs, il finit avec 625 points d'avance au classement général sur le second Akito Watabe et devient le premier norvégien depuis Bjarte Engen Vik en 1999 à gagner la compétition.

### Saison 2019-2020
Jarl Magnus Riiber remporte les trois courses au programme à Ruka, puis les deux à Lillehammer dans des conditions neigeuses. Ainsi vainqueur des cinq premières manches de la saison, il est le seul athlète du combiné à réaliser cette performance.

### Saison 2021-2022
La préparation estivale de Jarl Magnus Riiber est compliquée notamment avec une inflammation à une épaule et une réaction allergique au vaccin contre le coronavirus,. Afin de compenser les semaines perdues par les blessures, il met « les bouchées doubles ». Sur le tremplin de Lillehammer, un de ses sauts est perturbé par une rafale de vent mais il évite la chute. Enfin, il prévoit un stage en Italie pendant les fêtes de fin d'année afin de s'acclimater à l'altitude avec pour objectif de remporter un titre olympique. 
En novembre 2021, il devient champion de Norvège de combiné à Beitostølen. En janvier 2022, Jarl Magnus Riiber se classe deuxième ex aequo avec Joacim Ødegård Bjøreng derrière Johann André Forfang du Championnat de Norvège de saut à ski individuel 2022 (no).
Six jours avant le début des épreuves olympiques de combiné nordique, il est testé positif en Chine au SARS-CoV-2 et est contraint de s'isoler. Il manque la première course mais il peut disputer la course sur le grand tremplin. Lors de cette course, Jarl Magnus Riiber se trompe de parcours alors qu'il est en tête. Il déclare forfait pour l'épreuve par équipes et il ne remporte pas de médailles lors de cette édition des Jeux olympiques.

## Style, personnalité et caractéristiques
Son point fort est le saut à ski. Il s'est en revanche plusieurs fois blessé à l'épaule, qui est très sollicitée lors des épreuves de fond. En 2017, la réitération de cette blessure a notamment provoqué son forfait à Seefeld, lors de la première épreuve des Trois jours du combiné nordique, mettant également un terme à sa saison à la veille des Championnats du monde juniors.
En janvier 2020, Jarl Magnus Riiber annonce que sa compagne Sunna Margret Tryggvadottir est enceinte.

## Palmarès

### Jeux olympiques d'hiver
| Épreuve / Édition   | Individuel     | Individuel     | Par équipes Grand tremplin |
| Épreuve / Édition   | Petit tremplin | Grand tremplin | Par équipes Grand tremplin |
| JO 2018 Pyeongchang | 4e             | 4e             | Argent                     |
| JO 2022 Pékin       | -              | 8e             | -                          |

### Championnats du monde
| Épreuve / Édition        | Individuel     | Individuel     | Par équipes                      | Par équipes                      | Par équipes                      | Par équipes mixte                |
| Épreuve / Édition        | Petit tremplin | Grand tremplin | Grand tremplin Sprint            | Grand tremplin Relais            | Petit tremplin Relais            | Petit tremplin                   |
| Mondiaux 2019 Seefeld    | Or             | 5e             | Argent                           | Épreuve inexistante à cette date | Or                               | Épreuve inexistante à cette date |
| Mondiaux 2021 Oberstdorf | Or             | Argent         | Argent                           | Épreuve inexistante à cette date | Or                               | Épreuve inexistante à cette date |
| Mondiaux 2023 Planica    | Or             | Or             | Épreuve inexistante à cette date | Or                               | Épreuve inexistante à cette date | Or                               |
| Mondiaux 2025 Trondheim  | Or             | Or             | Épreuve inexistante à cette date | Bronze                           | Épreuve inexistante à cette date | Or                               |

### Coupe du monde
- 5 gros globes de cristal en 2019, 2020, 2021, 2022 et 2024.
- 2 petits globes de cristal :
  - Vainqueur du classement compact en 2024.
  - Vainqueur du classement mass start en 2025.
- Trophée du meilleur sauteur en 2020, 2021, 2022, 2024 et 2025.
- 111 podiums individuels, dont 78 victoires.
- 9 podiums en relais, dont 7 victoires.

#### Détail des victoires
| Édition / Épreuve | Gundersen                                                                                               | Mass start                       | Compact    |
| 2015-2016         | Oslo |                                  |            |
| 2018-2019         | Lillehammer × 2, Ramsau, Otepää × 2, Trondheim × 2, Klingenthal × 2, Oslo, Schonach                     | Lillehammer                      |            |
| 2019-2020         | Ruka × 3, Lillehammer × 2, Ramsau, Val di Fiemme, Oberstdorf, Seefeld in Tirol × 3, Trondheim × 2, Oslo |                                  |            |
| 2020-2021         | Ruka × 2, Val di Fiemme × 2, Seefeld in Tirol × 3, Klingenthal × 2                                      |                                  |            |
| 2021-2022         | Ruka × 2, Lillehammer, Otepää, Ramsau × 2, Seefeld in Tirol, Lahti, Oslo × 2, Schonach × 2              | Otepää                           |            |
| 2022-2023         | Ruka, Lillehammer, Ramsau, Oslo × 2, Lahti × 2                                                          | Ruka                             |            |
| 2023-2024         | Ruka, Lillehammer × 2, Oberstdorf, Schonach × 2, Seefeld in Tirol × 3, Otepää x 2, Oslo x 2             | Ruka, Otepää                     | Oberstdorf |
| 2024-2025         | Lillehammer                                                                                             | Ramsau, Seefeld in Tirol, Otepää | Ruka       |

#### Différents classements en Coupe du monde
| Année     | Classement général final |
| 2014-2015 | 35e                      |
| 2015-2016 | 13e                      |
| 2016-2017 | 39e                      |
| 2017-2018 | 7e                       |
| 2018-2019 | 1er                      |
| 2019-2020 | 1er                      |
| 2020-2021 | 1er                      |
| 2021-2022 | 1er                      |
| 2022-2023 | 4e                       |
| 2023-2024 | 1er                      |

### Championnat du monde junior
- Val di Fiemme 2014 :
  -  Médaille de bronze de l'épreuve par équipes 4 × 5 km.
- Almaty 2015 :
  -  Double champion du monde junior (sur le Gundersen 10 km et sur le Gundersen 5 km).
  -  Médaille de bronze de l'épreuve par équipes 4 × 5 km.

### Grand Prix d'été
- 1er du classement général en 2016.
- 5 victoires.

### Championnats de Norvège
Il enlève son premier titre national en 2015.
Il gagne deux titres en 2018.